# زنی از کولیان
زنی از کولیان یک فیلم کمدی رمانتیک ساخته سال ۲۰۰۱ آفریقای جنوبی به کارگردانی شیری فولکسون است.